# Nicolae A. Racoviță
Nicolae A. Racoviță (n. 1878 – d. 1948) a fost un medic și om politic român, care a îndeplinit funcția de primar al municipiului Iași în perioada 1918.
| Funcții politice         | Funcții politice             | Funcții politice            |
| ------------------------ | ---------------------------- | --------------------------- |
| Predecesor: Mihai Tomida | Primar al orașului Iași 1918 | Succesor: Gheorghe N. Botez |